# Body Transfer
Body Transfer (肉体転移 Nikutai Ten'i?) es un anime japonés producido por Arms Corporation y dirigido por Yoshitaka Fujimoto. Fue estrenado el 14 de diciembre de 2004.

## Argumento
Narra la historia de Aoshima Kenichi y sus amigos del club de arqueología, con quienes revisaba un extraño objeto que había sido enviado al club, dicho objeto provocó un extraño fenómeno en el cual Kenichi y sus amigos terminan atrapados en una realidad alterna donde el artefacto cambia sus mentes y sus cuerpos al azar.
Durante este evento, los cuatro miembros principales del club intercambian de cuerpos, mientras el artefacto además de cambiar sus cuerpos, también libera sus deseos sexuales ocultos, lo que provoca una serie de situaciones un tanto extrañas en el anime japonés, ya que si bien son escenas de diversos actos sexuales, también involucran un extraño trasfondo, ya que los cuerpos de quienes se hallan involucrados no son precisamente suyos, así que en este anime se ven y entienden escenas poco comunes lo que le da un aire único y extraño.

## Personajes

### Principales
- Aoshima Kenichi

Es el personaje principal de esta historia, no solo porque es uno de los que más sufren los cambios que provoca el artefacto, ya que no solo cambia de cuerpo con los tres personajes siguientes, sino que además se ve involcrado en diversas situaciones que no le corresponden, también sufre el acoso de su alumna y compañera del club, Sakajou Hikaru. 
- Miho Akiyama

Amiga de la infancia de Kenichi y hermana mayor de Konomi Akiyama. Es una de las mejores amigas de Kenichi aunque en el fondo siente algo más, en esta historia ella y su cuerpo viven historias separadas, ya que su conciencia sufre por los eventos transcurridos en el momento, y su cuerpo se involcra e una serie de situaciones un tanto difíciles de digerir para el espectador sensible. Después de todo lo ocurrido Miho sufre una severa desesperación la cual culmina en intento de suicidio, el cual hubiera logrado de ser por Kenichi.
- Sakajou Hikaru

Alumna de Kenichi y amiga de Mimi Otani. Es una de las principales presencias de la historia, ya si bien en un principio sentía una especie de amor no correspondido por Kenichi, después del incidente, Sakajou se siente en libertad de tratar y manipular la situación a su antojo, siempre teniendo a Kenichi en el medio de sus fantasías. Es un personaje único ya que es la única persona directamente afectada por el artefacto que logra librarse de su efecto mental, y todos sus actos, a diferencia de los demás, son perfectamente consientes y sumamente perversos. 
- Yoshimi Kurahashi

También llamada Yoshine, es amiga de Kenichi y de Yukino Ozawa. Ella también siente algo por Kenichi como Miho. De estos cuatro personajes ella es la que menos se resiente de los efectos del artefacto, a pesar de que el artefacto termina involucrándola en situaciones extrañas, en realidad no sufre como los otros tres personajes anteriores.

### Secundarios
- Yukino Ozawa

Es una chica bastante ignorada en esta historia, ya que solamente se involucra una vez en las situaciones que crea el artefacto. No cambia de cuerpo al igual que los siguientes personajes, pero si sufre los efectos mentales del artefacto, los cuales liberan su amor no correspondido por su amiga Yoshimi.
- Konomi Akiyama

Es la hermana menor de Miho, y al igual que Yukino casi no tiene participación en la historia. Ella está muy unida a su hermana, sentimiento que la involucra como víctima en una situación extraña con Sakajou.
- Mimi Otani

Amiga de Sakajou y alumna de Kenichi.
- Touko Kamimura

Asesora del club de arqueología.